# Миргороды
Ми́ргороды (укр. Миргороди) — село в Тимченковском сельском совете, Змиёвский район, Харьковская область.
Код КОАТУУ — 6321786204. Население по переписи 2001 года составляет 270 человек (134 мужчин, 136 женщин).

## Географическое положение
Село Миргороды находится на левом берегу реки Мжа, выше по течению на расстоянии в 2 км расположено село Тимченки, ниже по течению на расстоянии в 2 км — село Репяховка, на противоположном берегу — село Соколово. Русло реки извилистое, образует много заболоченных озёр. В селе есть железнодорожная станция Платформа 16 км. К селу примыкает большой лесной массив лес Малый Бор (сосна).

## История
Село основано в 1689 году.